# Pseudacidalia flavitincta
Pseudacidalia flavitincta är en fjärilsart som beskrevs av George Francis Hampson 1914. Pseudacidalia flavitincta ingår i släktet Pseudacidalia och familjen nattflyn. Inga underarter finns listade i Catalogue of Life.